# Гомелски университет „Франциск Скорина“
Гомелският държавен университет „Франциск Скорина“ (на беларуски: Гомельскі дзяржаўны ўніветсітэт імя Францыска Скарыны) в Гомел е исторически 2-рото висше училище в Беларус със статут на университет.
Създаден е като Гомелски агропедагогически институт, открит на 8 ноември 1930 година. Преименуван е в Гомелски педагогически институт (1933), получава името „В. П. Чкалов“ на прочутия летец-изпитател комбриг Валерий Чкалов (1939). Преобразуван е в Гомелски държавен университет през 1969 г. Присвоено му е името на Франци́ск Скори́на (източнославянски учен-медик, философ-хуманист, писател, общественик, печатар от ХVІ век) през 1988 г.
Структурата на университета включва 13 факултета с 47 катедри. В него учат 10 000 студенти (вкл. 570 чужденци), обучавани от над 600 преподаватели (вкл. 34 професори).